# سيشد

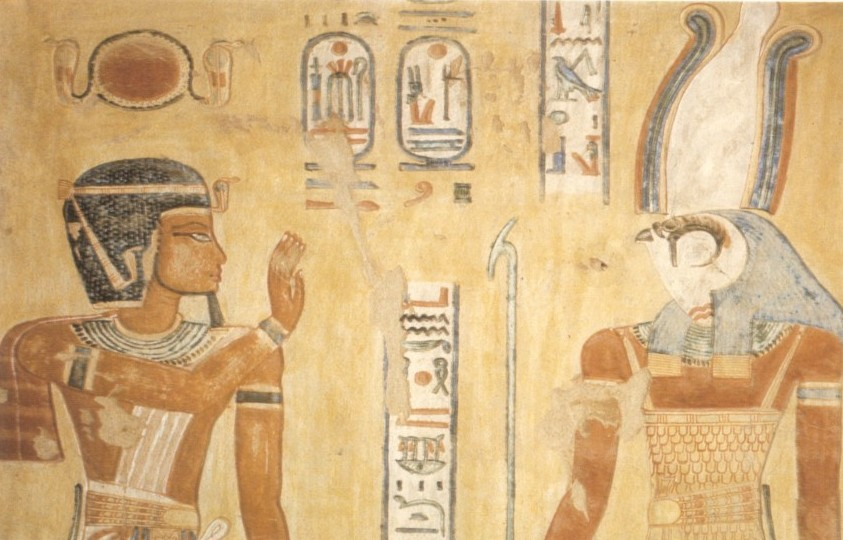
رمسيس الثالث (على اليسار) يرتدي باروكة من أبو منجل أزرق، متوج بإكليل من الخيوط. صورة من قبر QV44

سيشد هو إكليل ذهبي مصري قديم (تاج). ظهرت هذه السمة من ملوك المملكة المصرية القديمة في عهد سنفرو. في تلك الأيام، كان الإكليل دائمًا مرتبطًا بتاج الأتف.
في أوقات لاحقة ، أصبحت الخيط مرتبطة بشعر أبو منجل الأزرق، والذي يحملها في مكانها. الوظيفة الرئيسية للجلسة في هذه الحالة هي دعم الصل.
كان سيشد مصنوعًا من قماش الكتان العادي، والذي يتم لفه حول الرأس وربطه في الجزء الخلفي منه. كانت السيشد مصنوعة أيضًا من الذهب والفضة حيث كانت الأحجار الكريمة أو الزجاج الملون مطعمة. تم العثور على إحدى هذه الشجيرات الذهبية في مقبرة توت عنخ آمون.

## صالة عرض

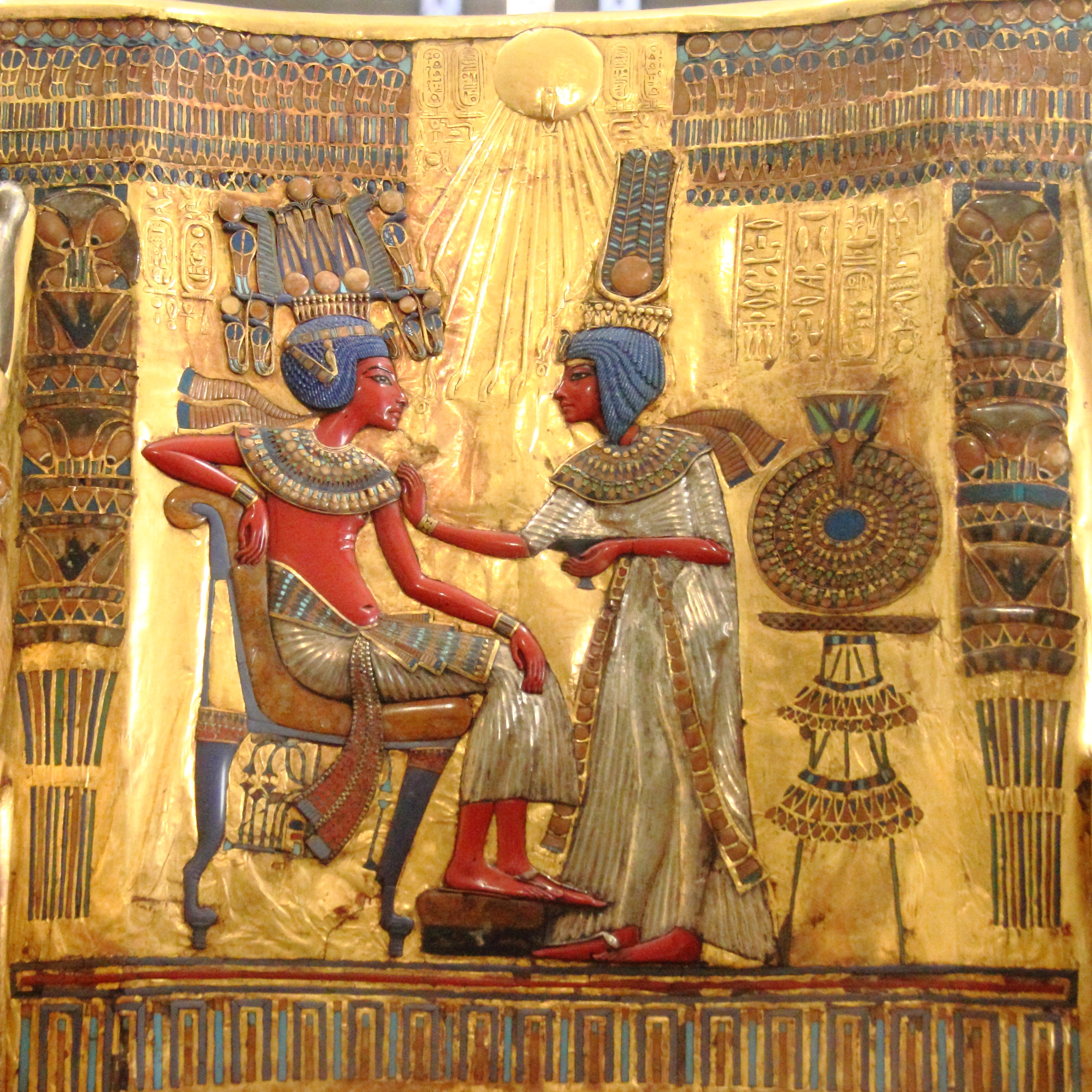
توت عنخ آمون (يسار) في باروكة من أبو منجل مع إكليل من الأذرع؛ فوق الباروكة يرتفع تاج همهم
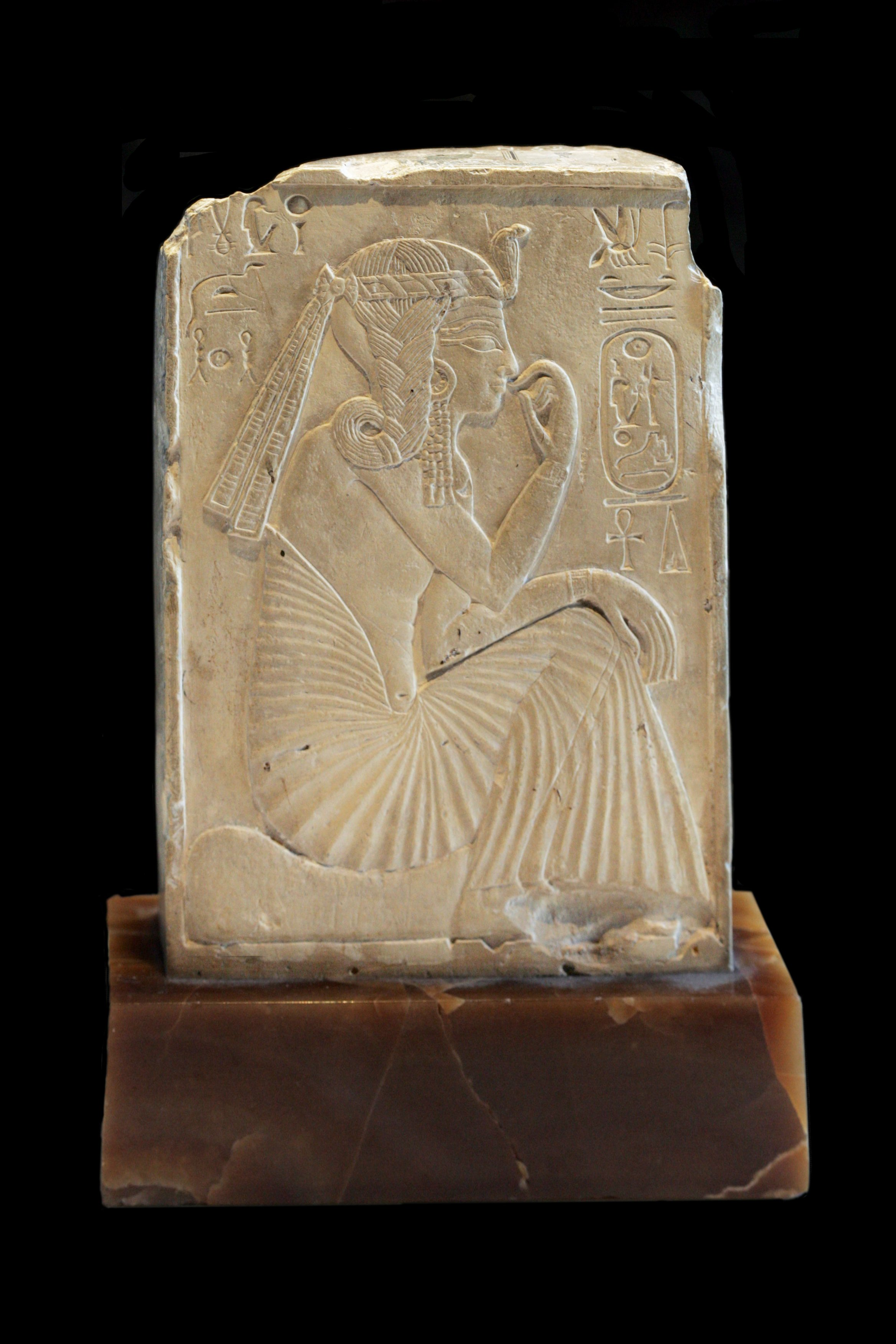
رمسيس الثاني - طفل مع إكليل من الشجيرات
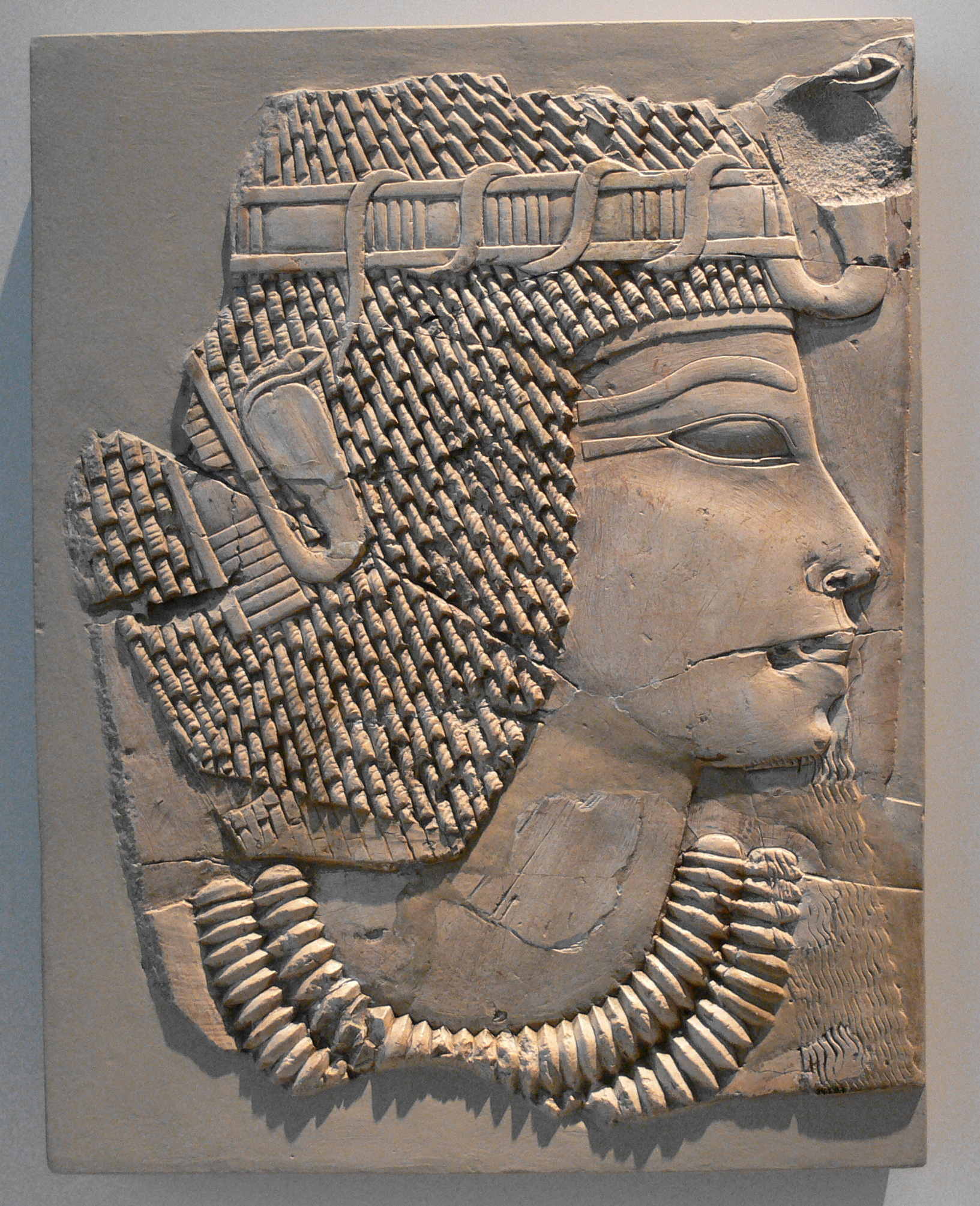
أمنحتب الثالث في شعر مستعار من أبو منجل مع إكليل من الخيوط
سوبدت مع ضمادة سيشد حمراء